# María Lourdes Albertos Firmat
María Lourdes Albertos Firmat (1927-1985), va ser una lingüista espanyola especialitzada en onomàstica antiga. Va ser deixebla d'Antonio Tovar. La seva tesi doctoral, llegida a la Universitat de Salamanca el 1958, sobre l'onomàstica a la Tarraconense i la Bètica va ser publicada el 1966. Va ser catedràtica de llengua llatina als instituts d'Astorga, Baeza i Terol. Professora a la Universitat de Salamanca. El 1976, en el Col·loqui sobre llengües i cultures preromanes, presentà un estudi sobre l'onomàstica de la regió celtibèrica, on recollí els testimonis onomàstics d'aquesta àrea.

## Obres
- 1952. Nuevas divinidades de la antigua Hispania, Zephyrus 3: 49-63,
- 1964. Nuevos antropónimos hispánicos, Emerita 32: 209-252.
- 1965. Nuevos antropónimos hispánicos, Emerita 33.1: 109-143.
- 1966. La onomástica personal primitiva de Hispania: Tarraconense y Bética, Acta Salmanticensia 13, Salamanca.
- 1972a. Nuevos antropónimos hispánicos (2.), Emerita 40.1: 1-29.
- 1972b. Nuevos antropónimos hispánicos, Emerita 40.2: 287-318.
- 1972c. Los nombres eúscaros en las inscripciones Hispanorromanas y un Ibarra entre los Vettones, Arqueología Alavesa 5: 213-218.
- 1974. El culto a los montes entre los galaicos, astures y berones y algunas de las deidades más significativas. Estudios de Arqueología Alavesa 6: 147-157.
- 1974-75. Los célticos supertamáricos en la epigrafía, Cuadernos de Estudios Gallegos XXIX: 313-318.
- 1975. Organizaciones suprafamiliares en la España antigua, BSAA, XL-XLI.
- 1978. A propósito de la ciudad autrigona de Vxama Barca, Estudios de arqueología alavesa 9: 281-291.
- 1979. Vettones y Lusitanos en los Ejércitos Imperiales, Estudios dedicados a Carlos Callejo Serrano Cáceres, 31-51.
- 1983. Teónimos hispanos. José María Blázquez, Primitivas religiones ibéricas. II. Religiones prerromanas: 477-478. Madril: Ediciones Cristiandad.
- 1984. Problemas de onomástica personal en las inscripciones romanas de Asturias, Lletres Asturianes 12:37-53.
- 1985. La onomástica indígena del noroeste peninsular: astures y galaicos, III Coloquio sobre Lenguas y Culturas Paleohispánicas, Salamanca.